# شاهرخ‌شاه
شاهرُخ‌میرزا یا شاهرخ‌شاه (۱۷۳۴ – ۱۷۹۶ میلادی) چهارمین پادشاه از دودمان افشاریه بود که از ۱۷۴۸ تا ۱۷۴۹ میلادی حکومت کرد. او پس از آن، از ۱۷۵۰ تا ۱۷۹۶ فقط حاکم خراسان بود. شاهرخ بزرگ‌ترین فرزند رضاقلی میرزا، ولیعهد نادرشاه، و نوهٔ دختری شاه سلطان حسین بود.
احمدشاه ابدالی که مرد مدبری بود، بعد از تحکیم پایه‌های سلطنتش عزم تسخیر هند را کرد؛ چون شهرهای مهم سیستان تحت سلطه مغولیه هند بود. وی آن شهرها از جمله کابل را تا دهلی فتح کرد. بعد از آن متوجه خراسان (یکی دیگر از ایالت‌های فلات ایران) شد و شهرهای مهم خراسان، از جمله هرات، مرو و بلخ را که در سیستان (یکی دیگر از ایالت‌های فلات ایران) پایه‌گذاری کرده بود، ضمیمه کشورش ساخت. او نیشابور را نیز اشغال کرد، اما به دلیل احترامی که به نادر افشار داشت، آن را به پسر نادرشاه واگذار کرد.
پس از کشته‌شدن نادرشاه در ۱۷۴۷، عادل‌شاه، برادرزادهٔ نادر، به تخت پادشاهی نشست. وی تمام فرزندان و بازماندگان نادر، به استثنای شاهرخ، را کشت. علت در گذشتن از شاهرخ زیبایی بی نظیر او بود که دختر عادل را عاشق او کرده و تهدید به خودکشی در صورت قتل شاهرخ کرده بود. عادل‌شاه یک سال حکومت کرد تا اینکه برادرش ابراهیم شاه او را کنار زد. ابراهیم‌شاه نیز برکنار شد و شاهرخ جوان جای او را گرفت ولی او چندان خوش‌اقبال نبود چرا که پس از مدتی کوتاه به خاطر شورشی در مشهد دستگیر و نابینا شد ولی دوباره نجات یافت و با حالت کوری تا آغاز حکومت آقامحمدخان قاجار به حکومت محدود و ظاهری خود در مشهد ادامه داد. در سال ۱۱۶۳ ه‍.ق سپاه ۵۰ هزار نفری افشاریه در جنگ کهیز از سپاهیان تحت امر علی‌مردان خان چهارلنگ که از سرداران نادرشاه بود شکست خوردند و اصفهان به دست بختیاری‌ها افتاد. در سال بعد نیز نیروهای ۱۲ هزار نفری افشاریه در منطقهٔ کامفیروز فارس از بختیاری‌ها به فرماندهی علی‌مردان خان شکست خوردند و فارس و بندرها خلیج فارس نیز به تصرف بختیاری‌ها درآمد و مناطق تحت تسلط افشاریان به خراسان محدود شد. وی سرانجام به خاطر شکنجه‌های آقامحمدخان که برای فاش کردن جواهرات نادری صورت گرفت، در مسیر تبعید به تهران در دامغان درگذشت.

## زندگی

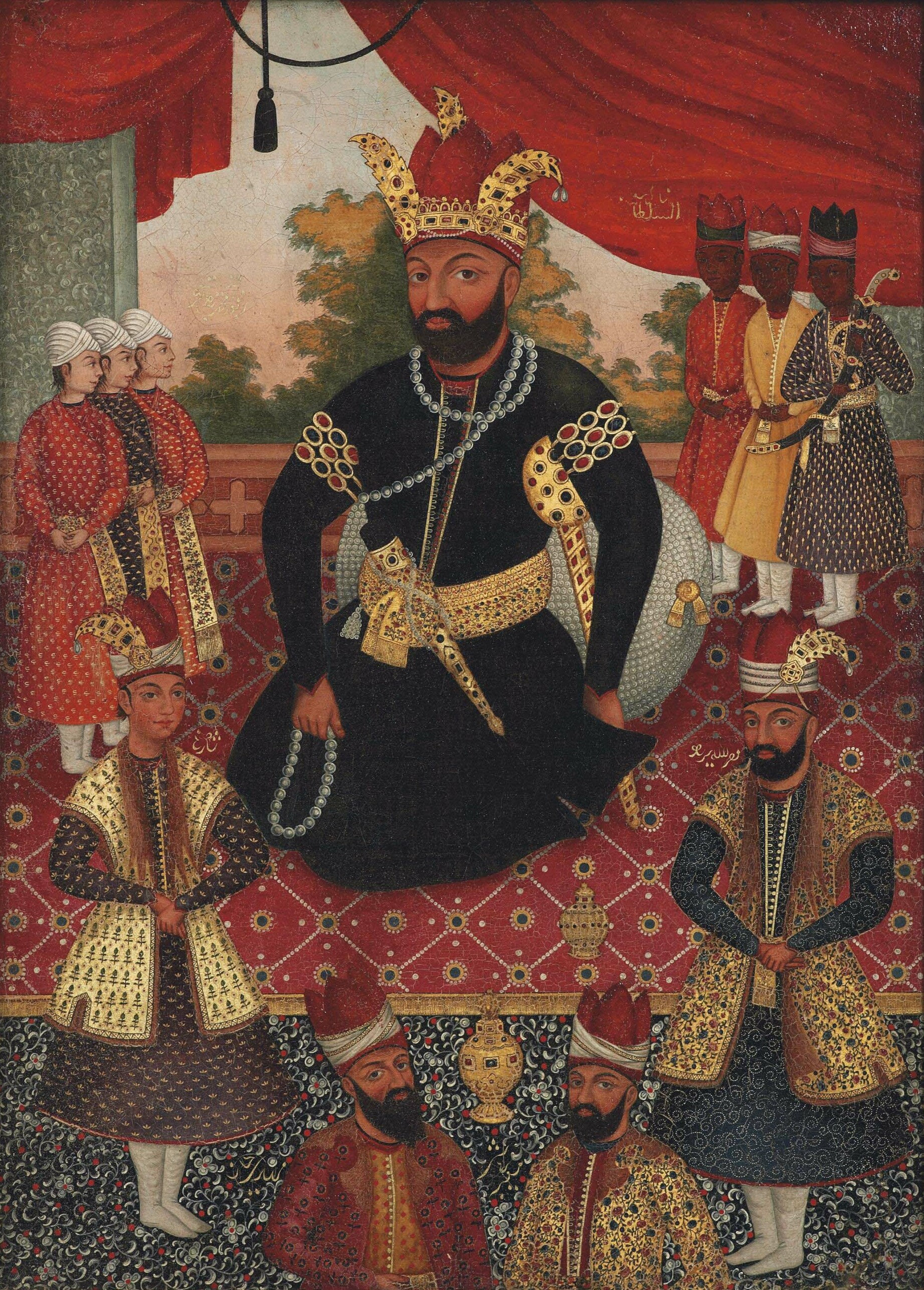
نگاره‌ای از دربار نادرشاه (میانی) که شاهرخ‌میرزا در سمت چپ ایستاده است

شاهرخ‌میرزا فرزند رضاقلی میرزا، بزرگ‌ترین فرزند نادر شاه (۱۷۳۶–۱۷۴۷ میلادی) بود. مادر شاهرخ، شاهزاده خانم صفوی، فاطمه‌سلطان بیگم، دختر شاه سلطان حسین (۱۶۹۴–۱۷۲۲ میلادی) بود، بنابراین شاهرخ را جزئی از خاندان سلطنتی صفوی می‌دانند. شاهرخ‌میرزا در یکم فروردین ۱۱۱۳ خورشیدی به‌دنیا آمد.
محمدکاظم مروی نویسنده عالم آرای نادری، تولد شاهرخ نوه نادرشاه را به گونه «ثمره شجره سلطنت و کامکاری» می‌شناساند و می‌آورد که:

 آن گوهر معظمه و سلطان مکرّم، شاه دین پناه سلطان حسین… و فرزند ارشد صاحبقران تاجدار (نادر) رضاقلی میرزا…
عادل‌شاه پس از برتخت نشستن دستور تسخیر برج ارغونشاه را داد؛ شاهرخ میرزا، نصرالله میرزا و رضاقلی میرزا موفق به فرار شدند. رضاقلی میرزای بیست و نه ساله را با چند تن دیگر در کلات کشتند؛ ولی نصرالله میرزای بیست و سه ساله و شاهرخ میرزا را که درآن هنگام چهارده سال داشت، مخفیانه در ارگ مشهد محبوس ساختند، لیکن عادل‌شاه خبر فوت شاهرخ میرزا را منتشر کرد که هر زمان پادشاهی وی تأیید شد او را از میان بردارد و اگر نه وی را که از دودمان نادر و صفویه بود، بر اریکهٔ سلطنت نشانده و خود زمام امور را در دست بگیرد.
ابراهیم خان برادر کوچکتر عادل‌شاه که سردار و صاحب اختیار آذربایجان و عراق عجم در اصفهان بود سپاهی بزرگ با اللهیار خان ترخی سرکردهٔ افغان‌ها، عطا خان سرکردهٔ ازبک‎ها و امیراصلان خان تشکیل داد؛ در این اثنی سپاهیان نادری که در نواحی آذربایجان، لرستان، کردستان، اهواز، هویزه، فارس و کرمان با طوایف افغان و ازبک متفرق بودند، به او پیوستند تا جایی که سپاهیان وی به یکصد و پنجاه هزار نفر رسیدند و عزم او برای مصاف با برادرش جزم شد. در حد فاصل دو شهر زنجان و سلطانیه جنگ میان دو برادر آغاز گردید. عادل‌شاه تاب مقاومت نداشت و با سه هزار تن از سپاهیان خود به‌سوی تهران گریخت ولی ابراهیم خان با قشونی پنج هزار نفری او را در تهران دستگیر کرد. عادل‌شاه به خونخواهی شاهزادگان افشار نابینا شد و ابراهیم خان اقتدار کلی به‌دست‌آورد. وی برادر خود حسین بیک را سردار صاحب اختیار خراسان قرار داد و شهرت داد که سلطنت از آن شاهرخ میرزا است و از شاهرخ دعوت کرد که برای سلطنت به عراق عجم آید و در اصفهان تاجگذاری کند. رؤسای خراسان پس از یک سال شاهرخ را از حبس بیرون کشیده و آمادهٔ جلوس در خراسان کردند.

## جلوس برتخت پادشاهی

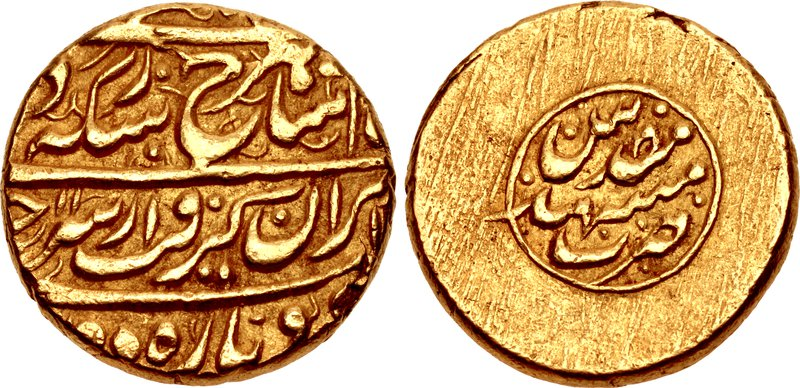
اشرفی شاهرخ‌شاه، ضرب مشهد روی سکه عبارت «دوباره دولت ایران گرفت جوانی را به نام شاهرخ زد سکه صاحبقرانی را» نقش بسته است.

شاهرخ شاه افشار در هشتم شوال ۱۱۶۱ ه‍.ق در مشهد بر اریکهٔ سلطنت تکیه زد. ابراهیم خان که نقشهٔ خود را ناموفق یافت، نیز رسماً بر اورنگ سلطنت با نام ابراهیم شاه جلوس نمود. او سپس از آذربایجان به قصد تصرف خراسان به منطقهٔ سرخهٔ سمنان رسید ولی سپاهیانش او را تنها گذاشتند و او با جمعی از سربازان افغان و ازبک، رو به سوی قم نهاد که راهش را مسدود ساختند. ابراهیم شاه در قلعهٔ قلاپور مابین ساوه و قزوین گرفتار شد و به فرمان شاهرخ ابتدا نابینا و سپس به قتل رسید. علی شاه را نیز به محض ورود به مشهد به قصاص خون شاهزادگان نادری به داخل حرم نادری برده و توسط زنان حرم مثله کردند.
محمدکاظم مروی و میرزا مهدی‌خان استرآبادی هر دو بر تبار صفوی شاهرخ پای می‌فشارند که خود نشان دهنده تلاش آنان برای مشروعیت بخشی به پادشاهی اوست.
 استرآبادی می‌نویسد:

 گوهر یگانه درّ دریای نجابت، وجودی که با گلاب دسته گل نادری و عصاره گلهای صفوی خوشبو گردیده بود.
شاهرخ پس از اینکه برتخت نشست، برای پاسداری از میراث سنگین سلطنت؛ مدافع صادقی پیدا کرد به‌نام یوسف‌علی، که در جنگ‌های نادر افسر کارآزموده‌ای بود و چون اصل و نسبی نداشت بیشتر به صداقت او اعتماد می‌کرد.

## برکناری و جلوس مجدد
پس از چندی عده‌ای از روحانیون یا امرای خراسان به اتفاق گروهی از امیر علم خان خزیمه، شاهرخ‌شاه را از سلطنت عزل، نابینا و زندانی کردند. آنها سپس میرزا سید محمدعلی حسینی مرعشی، نوهٔ دختری شاه سلیمان صفوی را که در عصر نادرشاه متولی آستان قدس رضوی بود، در ۵ صفر ۱۱۶۲ ه‍.ق به سلطنت رساندند. او پس از تاجگذاری به زیارت علی بن موسی الرضا از در رواق دارالحفاظ مشرف شده و ضریح مرصعی که نادرشاه برای مقبرهٔ خود در ایام سلطنتش ساخته بود، نیاز قبر رضا نمود و خود را شاه سلیمان دوم نامید و سلطان داود میرزا، پسر بزرگ خود را به نیابت تولیت آستان رضوی منصوب کرد؛ ولی این دولت مستعجل دیری نپایید که یوسف‌علی، پس از چهل روز در ۱۱ ربیع‌الثانی ۱۱۶۳ ه‍.ق بر شاه سلیمان شوریده و او را از سلطنت خلع کرده و چشمان او را کور کردند و برخلاف رسم دیرین که معمولاً به افراد نابینا و معلول اجازه سلطنت نمی‌داد، یوسف‌علی حقوق سلطنت را به شاهرخ‌شاه که چشمانش کور شده بود برگرداند و خود نیابت او را به عهده گرفت.
شاهرخ‌شاه برای اطمینان دستور داد زبان شاه سلیمان را هم قطع کنند. درآن زمان هرج و مرج و حکومت ملوک الطوایفی در همه جا شیوع پیدا کرد چنانچه در اصفهان علیمردان خان با کمک ابوالفتح خان و کریم خان توانست سلیم خان را که حاکم منصوب شاهرخ شاه بود از اصفهان رانده و با نشاندن یکی از شاهزادگان صفوی به نام ابو تراب (شاه اسماعیل سوم)، بار دیگر دولت صفویه را در اصفهان مستقر سازد.

## دست‌نشاندگی
بعد از مرگ نادرشاه، احمد ابدالی از فرماندهان نادر، به کمک گروهی از سپاهیان افغانی اردوی نادر به قندهار برگشت و در آنجا بنیاد یک فرمانروایی را نهاد. احمدشاه درانی سپس با امرای سپاه و توپخانه به مشهد یورش برد. یوسفعلی خان جلایر با هشت هزار کس همراه با شاهرخ‌شاه نابینا پا به فرار گذاشتند، لیکن امیر علم خان راه را بست. جلایر با جواهرخانهٔ شاهی نیمه شب شاهرخ را به حال خود گذاشت و به سوی کلات گریخت. امیر خان علم پس از ورود به مشهد به دنبال یوسفعلی خان به کلات رفته و او را دستگیر نمود. گرچه شاه سلیمان دوم حاضر به انتقام گرفتن نشد، اما با جار جنجال مشهدی‌ها، یوسفعلی خان را با نزدیکانش در میدان شاهی به قتل رساندند.
احمدشاه درانی به مشهد حمله برد و آن شهر به‌دست ابدالیان سقوط کرد. پس ازآن که مشهد تسلیم احمدشاه شد، شاهرخ در بیرون از قلعه شهر به دیدن او آمد. دیدار احمدشاه با شاهرخ به گونه‌ای بود که گویی او یکی از دست نشاندگان خویش را به حضور می‌پذیرد. شاهرخ در پی یورش احمدشاه، پذیرفت که به نام شاه افغان خطبه خوانده و سکه زده شود. بعد از دیدار، احمدشاه چند تن عالم را همراه شاهرخ به مشهد فرستاد تا خطبه بخوانند.
احمد شاه، نایب السلطنه شاهرخ را نیز از سرداران افغانی گمارد که پس از چندی او را به قندهار احضار کرد. سپس شاهرخ فریدون خان گرجی را بدین منصب برگمارد، و این شخص پس از آنکه فرزندان شاهرخ بزرگ شدند، با دسیسه آنها کشته شد. محمد الحسینی المنشی، یکی از شاگردان میرزا مهدی خان استرآبادی، تاریخ‌نگار افغان و نویسنده کتاب تاریخ احمد شاهی؛ چنان این رویداد را گزارش می‌کند که احمد شاه درانی، شهریاری تاجبخش می‌نماید که شهریاریه ایران را به شاهرخ تفویض کرده است:

در باب شاهرخ میرزا که از اول مشمول عواطف کبری و منظور نظر عاطف پیر است. درین زمان میمنت اقران چنان پرتواند از رای عالم آرا شد که پادشاهی ولایت ایران به او مفوض فرموده و پایه قدر و منزلتش به عطای تاج سلطنت افزوده…
در این آشفتگی‌ها محمدحسن‌خان قاجار در استرآباد و آزادخان افغان در نواحی شمال ایران و کریم خان زند در همدان نیز در صدد تشکیل حکومت و کسب قدرت بودند. کریم خان توانست بر مدعیان سلطنت چیره شود و تمام مناطق ایران را به جز خراسان که در دست شاهرخ‌شاه بود به تصرف خود درآورد.
کریم خان هرگز در صدد الحاق این باقیمانده رقت‌آور دودمان نادری و شاه کور دست نشانده و امرای همواره در ستیزش برنیامد. وی نسبت به بازماندگان فرمانده پیشین ایران، نادرشاه؛ احترام خاصی قائل بوده است و آنان را به حال خود رها کرده بود. اما در اصل، تلاش کریم خان جهت استیلای بر ایران باختری دوازده سال از دوران فرمانروائیش را به خود اختصاص داده بود و فراغت کافی برای پرداختن به مسئله خراسان را نداشت و اینکه شاه درانی همیشه مدّعی مالکیّت خراسان را داشت. این دو مرد نیرومند، میراث نادرشاه را میان خویش تقسیم کرده بودند و نظر به مسائل تاکتیکی به‌طور انشعابی و خصوصی با باقی مانده خراسان به صورت حائلی در میان دو طرف موافقت کرده بودند. کریم خان آشکارا دریافته بود که از نظر اقتصادی مقهورسازی پر هزینه ایالت ویرانه خراسان، قلمرو آشفته دولتش را نیز به ویرانی خواهد کشاند.
شهوت تسلط طلبی و پیروزی جویی نادرشاه در شاهرخ، با ملایمتی که از نیای خود؛ شاه سلطان حسین‌صلح‌جو به ارث برده بود، کاهش می‌گرفت. کار شاهرخ هیچ‌وقت به دلاوری‌های جنگی نکشید و این صفت آدمی را یاد آخرین شاه صفوی می‌انداخت.

## مسئله جانشینی و اوضاع خراسان قبل از لشگرکشی آغامحمدخان
شاهرخ‌شاه به سلطنت خود فقط بر خراسان ادامه داد. وی به دلیل کوری امور خراسان را به فرزندانش نصرالله میرزا، و نادر میرزا دو جوان شرور خود سپرد؛ که ما بین آن دو برادر مدام برسر ادارهٔ امور خراسان جنگ بود. ظاهراً در پی درگیری‌های نصرالله میرزا و نادر میرزا، وی برای دور کردن نصرالله میرزا از خراسان او را به رسم سفارت نزد کریم خان فرستاد، هنگامی که خبر ورود پسر شاهرخ به کریم خان رسید، او گروهی را به پیشوازش فرستاد و وی را به شیراز به حضور خویش پذیرفت.
منظور شاهرخ از فرستادن نصرالله میرزا به شیراز، درگیری او با نادر میرزا و گرایش نصرالله میرزا به کسب قدرت بوده است. از این رو، شاهرخ از کریم خان خواسته بود برای مدتی او را نزد خود نگهدارد تا وی بتواند پسر کوچکتر خود یعنی نادر میرزا را نایب السلطنه خود در خراسان کند. نصراللّه میرزا شش ماه در شیراز ماند و سرانجام کریم خان او را با پیشکش‌های شایسته به خراسان بازگرداند.
عجز و ضعف شاهرخ و نزاع ما بین دو پسر او، نصراللّه میرزا و نادر میرزا بود که فقط بر سر ملک پدر می‌جنگیدند، هر وقت یکی بر دیگری غلبه می‌شد. اوج پریشانی شهر مشهد زمانی رخ داد که این دو برادر برای تأمین هزینه‌های سپاه خود از خزاین و زرین آلات و وسایل‌های قیمتی حرم امام رضا هم نگذشتند و به نوبت آن‌ها را به تاراج بردند. به‌طوری که نصرالله میرزا ضریح طلا را برداشت و نادرمیرزا قبّه طلا که بر بالای گنبد نصب بود، و شصت من وزن آن بود، به زیر آورد.
در همین دوران وضعیت خراسان به شکلی بود که از یورش ازبکان و چپاول‌های آنها، اسارت دهقانان و از همه مهم‌تر این بود که، همین‌قدر که مالیه به شاهرخ می‌رسید، مجبور بود بیشتر آن را به امرای اطراف بدهد تا از تاخت ایشان در امان باشد. قبل از حمله آقا محمدشاه، در مناطق دیگر خراسان؛ خان‌ها هر یک حکومتی تقریباً مستقل داشتند. عباسقلی خان رئیس ایل بیات در نیشابور، میرحسین خان طبسی در طبس در جنوب خراسان، میرعلی خان در قاین و ترشیز، اسحاق خان قرایی در تربت حیدریه، الهیارخان خلج از خاندان قلیچی در سبزوار، کردها زعفرانلو در خبوشان، امیرگونه‌خان و حمش خان کرد در چناران و اعراب میش‌مست مستقل از شاهرخ حکومت می‌کردند.
بنابراین پهنه فرمانروایی خاندان افشار از مشهد و پیرامون آن فراتر نمی‌رفت و از دیدگاه سیاسی، گونه‌ای پراکندگی قدرت در خراسان آن روزگار وجود داشت. یورش آقامحمدشاه برای پیوستن این سرزمین به دیگر سرزمین‌های فرمانروایی او یکپارچه ساختن ایران تحت لوای یک دولت نیرومند مرکزی صورت گرفت.
آغا محمد خان قاجار به سال ۱۲۱۰ قمری/مارس ۱۷۹۶ میلادی تاجگذاری کرد. یکی از نخستین تکاپوهای او پس از این رویداد، یورش به خراسان بود.
محمد ساروی نویسنده تاریخ محمّدی می‌نویسد:

آقامحمدشاه قصد رفتن به خراسان را از پیش داشت؛ ولی سروسامان دادن به امور عراق و فارس و آذربایجان و تفلیس و سایر ممالک محروسه مانع آن بود؛ بنابراین، پس از برکنار شدن موانع و نیز به دلیل اینکه به او خبر رسیده بود که بعضی از سکنه مشهد دست بی‌حرمتی از آستین جسارت و بی‌ادبی برآورده، اکثری از اسباب نفیسه و تحایف‌گران‌قیمت مرصّع شریفه سرکار فیض آثار حضرت رضوی را برداشته‌اند و جماعت اوزبکیه از بخارا به خاک خراسان پای دست درازی گذارده ولایت مرو و بعضی از اعمال خراسان را قتل و غارت نمودند.
یکی از دلایل رفتن آقامحمدشاه به مشهد، آن بود که تا نزدیکی مرزها تأیید شود که ایران تنها از یک سلطان فرمان می‌برد.
از آگاهی‌هایی که ملکم ارائه می‌دهد، تا حدودی وضع شهر مشهد در این دوران روشن می‌شود. به نوشته او، این شهر که در روزگار نادرشاه، شصت هزار خانه‌وار داشت در روزگار یورش آقامحمدشاه از سه هزار بیشتر نبود و جمعیت آن به بیست هزار نفر هم نمی‌رسید.

## لشگرکشی آغامحمدخان به خراسان
آقامحمدخان در هفتم ذیقعده ۱۲۱۰ قمری/۱۷۹۶ میلادی به خراسان لشکر کشید.
شاه قاجار در پایان تابستان از تهران خارج شد، ابتدا به ساری رفت تا از آنجا به استرآباد و کرانه گرگان رود برای سرکوب راهزنی قبیله‌های یموت و کوکلان برود. در این یورش حکمرانانی که مقاومت نمودند از دم تیغ گذشتند و آنهایی که از مرگ فرار کردند به غلامی شاه قاجار درآمدند. آقامحمدشاه پس از سرکوب، از مسیر کالپوش و جاجرم راه خراسان را پیش گرفت. وزیران او حاجی ابراهیم اعتمادالدوله، اسدالله نوری وزیرجنگ و میرزاشفیع صدراعظم، که از لحظه ترک تهران رنج سفر یکسره و بدون استراحت برخود هموار می‌کردند و کوشش داشتند غیورانه به ولی‌نعمت خود خدمت کنند.
شاه قاجار، پیام‌هایی برای همهٔ خان‌های خراسان که عادت کرده بودند در این حدود حکمرانی کنند فرستاد و آن‌ها را ملزم کرد که در خطهٔ خراسان به هرجا می‌رسد به پیشواز آیند و مراتب بندگی را به‌جا آورند.
حاکمان خراسان که ظاهراً از نادرمیرزا فرزند شاهرخ، فرمان می‌بردند یکی پس از دیگری وارد اردوی شاه قاجار شدند. همگی آنان با نیت‌ها و روشهای گوناگون به پیشواز آمدند. عباسقلی خان رئیس ایل بیات حاکم نیشابور، الهیارخان خلج حاکم سبزوار، حمش خان و امیرگونه خان حاکمان چناران، خان‌های ترشیز و قاین و میرحسین خان از اهل بنی شیبان که پیش از آن با فتحعلی‌خان قاجار دوستی و اینک حاکم طبس بودند، به پیشواز آمدند.
هنگامی که آقامحمدشاه، به نزدیکی مشهد رسید، صادق‌خان شقاقی برگماشت تا با لشگریان (۸ هزار نفری) شهر را اشغال کند. سلیمان خان قاجار، یکی از خویشاوندان آقامحمدشاه مامور شده بود که همچنان شاه به شهر نزدیک می‌شود، به وسیلهٔ جارچیان عظمت و بزرگواری پادشاه تازه را که برای استقرار نظم و حکومت عدل به اینجا می‌آید، اعلام دارد.
آقامحمدشاه، خود به فاصلهٔ کمی از شهر اردو زد تا به پابوسی او آیند. نامه ای از نادرمیرزا به او رسید؛ این شاهزاده عاقلانه تر دیده بود که با خانواده خویش نزد امیر هرات برود. نادرمیرزا برای حفظ ظاهر، از آقامحمدشاه اجازه مرخصی خواسته بود.

در خلال آن حال از نادرمیرزا فرزند شاهرخی که در مشهد بود، عریضه‌ای به نظر خورشید آراء رسیده بنابر استیلای وحشت، استدعای رخصت نمود. آن حضرت، مرخصش فرمودند که به هر جهتی که خواهد با کوچ خود برود. نادر میرزا به محض حصول اذن و یافتن اشاره کوچ و متعلقان خود را گرفته راه هرات سپرد.
بعد از حصول رخصت، نادرمیرزا پدر نابینای خود را در مشهد گذاشت و از بیم خان قاجار به هرات گریخت. تازه خرگاه شاهی برافراشته شده بود که خبر ورود شاهرخ‌شاه به اتفاق پسر کوچکش قهارقلی میرزا و یکی از مجتهدان بزرگ مشهد، به‌نام میرزا محمدمهدی را دادند.
آنها در آنجا ابتدا به گرمی توسط حسین قلی خان، خواهرزاده آقا محمد شاه پذیرایی شدند ولی آقامحمدشاه هیچ حرکتی برای پیشواز آنان نشان نداد، ماند تا آنان به سراپرده رسیدند، آنگاه به پادشاه نابینا اجازه نشستن داد. میرزا مهدی نیز چنانکه در شأن و مقام روحانیش بود نشست. شاهرخ‌شاه و یارانشان شب را در اردوگاه گذراندند و بامدادان فرمان‌های شاهی به آنان ابلاغ شد که می‌بایستی به ملتزمان رکاب پیوسته و وارد مشهد شوند. آقامحمدشاه، به دنبال حرکت مشهور شاه عباس بزرگ، با پای پیاده به عنوان زائری به مشهد وارد شد. از دروازه شهر تا حرم را پیاده پیمود در حالی که چشمانش اشک می‌ریخت و زمین را می‌بوسید. سپس وارد حرم شد و چندبار ضریح را بوسید و دقایقی مشغول دعا شد.

## برکناری مجدد و مرگ
آقامحمدخان، اردوهای خود را نه همچون مهمان شاهرخ‌شاه، بلکه بنابر حق سلطنت در کاخ شاهی برپا کرد. این همان کاخی بود که نادرشاه و عادلشاه در آن سکنی گزیده بودند. وقتی هم که شاه قاجار، کودکی خرد بود به همین کاخ گروگان آورده شده بود و به دستور عادلشاه، مقطوع النسل گردیده بود.
زیارت آقامحمدشاه به مدت ۲۳ روز ادامه یافت، تا جایی که به نظر می‌رسید وی از سیاست کشور بی اطلاع است. با این وجود، اوضاع بلافاصله پس از آن تغییر کرد و وی خواستار جواهرات دهلی شد.
شاهرخ همینکه اوضاع به او اجازهٔ سخن گفتن داد، اظهار داشت که حاضر است برای تسهیل کارهای داخلی هرآنچه از نفوذ شخصی، اعتبار و ثروت برایش باقی مانده در اختیار سلطان قرار دهد. شاه قاجار بی‌آنکه اعتنایی به حرف او کند، باز خواستار گوهرهای دهلی شد. آقامحمدشاه هرچه گوهر گران‌بها در دست بزرگان بود مصادره کرد، چه بسا شاهرخ نیز همان چند گوهری که از کسی پنهان نکرده بود به او سپرد و سپس ابراز کرد که جواهر دهلی در دست او نیست و هرچه بوده در کلات بین امیران نادر تقسیم شده ولی آقامحمدشاه قانع نشد.
تا این زمان گفت‌وگوه‌ها و مبادلهٔ پیام‌ها بین این دو، جانب ادب کاملاً رعایت شده بود ولی همچنان شاهرخ پافشاری می‌کرد و چنان سماجتی نشان می‌داد که رفته رفته مناسبات و پیام‌های دوستانه از بین رفته، کار به تهدید کشیده شد. حتی زمانی که به فرمان آقامحمدشاه، کوشک‌های وی را اشغال کردند و راه بیرون شدن را بر او بستند، او همچنان بر انکار خود اصرار می‌ورزید.
آقامحمدشاه، کسانی را که به دادن شکنجه‌های گوناگون آشنا بودند را فراخواند و دستور داد شاهرخ را به بازجویی بگیرند. روزهای زیادی این ماجرا طول کشید و شکنجه‌ها درجه به درجه سختر می‌شد، بی‌آنکه رازی از جواهرات فاش شود. شاهرخ حتی برای تمنای خویشاوند خود که التماسش می‌کردند که اگر چیزی دارد بگوید، نیز بی‌اعتنا بود. به سود او دست کم دو اقدام صورت گرفت که جنبه وساطت داشت ولی هیچ‌کدام به نتیجه نرسید. ابتدا میرزامهدی از شاه وقت وقت ملاقات گرفت و شبانگاه در ساعت مقرر وارد عمارت او شد. میرزا مهدی، شاه را در تالار کم نوری، نشسته روی زمین، در حال بررسی گوهرهایی که مصادره کرده بود دید. شاه به او اشاره کرد تا کنارش بنشیند. میرزا مهدی می‌دانست وی مردی متدینی است و برای علما احترامی خاص قائل است، اما نه تنها که حرف او در شاه اثر نکرد بلکه انگشتر خود را نیز که زمرد بود مجبور شد به شاه قاجار تحویل دهد. آقامحمدشاه یاقوت را از انگشتر جدا کرد و حلقهٔ خالی را به میرزا مهدی داد و گفت:

بدهید در اینجا یک عقیق بنشانند، عقیق برای شما از یک سنگ ظریف مناسب‌تر است
سپس با اشاره به او فهماند که گفت‌وگو تمام است. شخص دیگری که برای میانجیگری پیش شاه قاجار رفت، دختر شاهرخ، گلرخ بیگم بود. چیزی که نمی‌توانست رفتن او نزد شاه قاجار را بد جلوه دهد، همان بود که همه می‌دانستند، که او خواجه بود و هر زنی می‌توانست با او هم صحبت شود، حتی پیش او روی خود را باز کند، بی‌آنکه گناهی رخ داده باشد. گلرخ بیگم التماس کنان پیش آقامحمدشاه رفت. شاه ابتدا وی را به صورت ماهرانه مورد بازجویی قرار داد، ولی با وجود بدگمانی همیشگی به زودی اطمینان یافت که این دختر از وجود گنجینه‌ها بی‌خبر است. شاه در برابر خواهش و اصرار او ساکت ماند و طفره رفت. آقامحمدشاه حتی به فکر این افتاد که گلرخ بیگم را زن عقدی خود کند؛ زیرا شاه قاجار به خرافه و جادو اعتقاد داشت و در حالتی شبیه هذیان، چنین فکر می‌کرد که می‌تواند در کنار این شاهزاده خانم، پدر شود. اما به زودی این فکر، از ذهن او خارج شد و بیش از پیش در برابر گلرخ بیگم خشونت نشان داد. دختر بینوای وحشت زده بعد از شنیدن سرزنش‌های نامفهوم و وعده‌هایی که تعهدی در پی نداشت، ناامیدانه بازگشت.
یکی از ابزارهایی که برای اقرار گرفتن از شاهرخ بکار می‌بردند، آن بود که چنبر میان‌تهی گلینی به سرش می‌بستند که هرروز تنگ‌تر می‌شد و سرب گداخته در آن می‌ریختند. پس از چندین روز، شاهرخ بخاطر شکنجه‌های فراوان بالاخره به تنگ آمد و مجبور با فاش کردن جایگاه گنجینه‌هایی شد که پنهان کرده بود. آقامحمدشاه بی‌درنگ دستور قطع شکنجه را داد. بدون زحمتی گنجینه‌ها را یافتند، زیرا شاهرخ جای گنجینه‌ها را دقیق به یاد داشت و از ترس اینکه مبادا دوباره شکنجه شود نقشه آن‌ها را با دقت تعریف می‌کرد.
هرچه پیدا می‌شد سریع به نزد آقامحمدشاه می‌بردند. شاه قاجار از انتظار افسرده شده بود تا آنکه یاقوت تاج اورنگ زیب را برایش آوردند. همین‌که آسوده‌خاطر شد که دیگر چیزی را از او پنهان نداشتند، فرمان داد شاهرخ را به همراه اعضای خانواده‌اش روانه استرآباد یا تهران یا مازندران کنند. دستور چنین بود به طرز آبرومندانه‌ای صورت گیرد. شاهرخ که بر اثر شکنجه‌های طولانی رمق از دست داده بود، دیگر نتوانست خستگی و گرفتاری راه را تاب بیاورد. شاهرخ در ۶۳ سالگی بر سر راه دامغان درگذشت.
چون خاطرهٔ نادر برای پادشاه قاجار اسباب واهمه بود و او را دشمن خاندان خویش و کسی که راه پادشاهی را بر کسان وی بسته بود می‌دانست، به همین دلیل فرمان نبش قبر نادر را نیز صادر کرد و بقایای او را به تهران ببرد.

## فرزندان
| نام             | زادروز         | فوت           | یادداشت |
| --------------- | -------------- | ------------- | --- |
| نصرالله میرزا   | ۳۰ نوامبر ۱۷۵۰ | ۲۴ اکتبر ۱۷۸۶ | نصرالله میرزا در مشهد (احتمالاً مسمومیت با تریاک کیفیت پایین) مسموم شد و درگذشت. وی ممکن است تنها یک دختر داشته باشد. |
| نادر میرزا      | ؟              | ۱۲ آوریل ۱۸۰۴ | نادر میرزا به هنگام حمله آقامحمدخان قاجار در سال ۱۷۹۶ به هرات گریخت. او در سال ۱۸۰۲ در پایتخت خود، مشهد علیه شاه قاجار قیام کرد. شورش سرکوب شد، او و پسرانش را زندانی به تهران بردند. وی را کور و زبانش قطع کردند و به دستور فتحعلی شاه در آوریل ۱۸۰۴ به همراه فرزندان ارشدش عباس میرزا، ابراهیم میرزا اعدام شد. سه پسر دیگر وی تهماسب میرزا، خلیق‌وردی میرزا و محبوبه‌قلی (علی) میرزا به دستور فتحعلی شاه کور شدند. پسر دیگر وی، اسماعیل میرزا با کمک یکی از خدمتکارانش بنام میرزا یحیای پاسری که از ایلات مرودشت بود به حیدرآباد، دکن گریخت. او با کمک سر جان ملکم در آنجا مستقر شد. نادر میرزا دارای ۱۰ پسر و ۳ دختر بود. |
| عباس میرزا      | ۱۷۶۲           | ؟             | او پیش از ورود آقامحمدشاه قاجار به خراسان، در سال ۱۷۹۶ به هرات گریخت. به عنوان یک گروگان محترم به خاطر حسن نیت برادرش نادر میرزا در دربار قاجار در تهران ۱۷۹۸ تا ۱۸۰۲ خدمت کرد. در نهایت وی به دستور فتحعلی شاه، در سال ۱۸۰۳ نابینا شد. او دارای یک فرزند پسر بود. |
| قهرمان میرزا    | ؟              | ؟             | پیش از ورود آقامحمدشاه قاجار به خراسان، در سال ۱۷۹۶ به هرات گریخت. |
| امام‌قلی میرزا   | ؟              | ؟             | امام‌قلی میرزا بین سال‌های ۱۷۷۲ تا ۱۷۸۴ والی ارومیه بود. او قبل از ورود آقامحمدشاه قاجار به خراسان، در سال ۱۷۹۷ به بخارا فرار کرد. وی دارای دو پسر و یک دختر بود. |
| رضاقلی میرزا    | ؟              | ژوئیه ۱۸۱۱    | او پیش از ورود آقا محمد شاه قاجار به خراسان، در سال ۱۷۹۶ به هرات گریخت. وی بدون آسیب از زندان در سال ۱۸۰۴ رها شد و به شیراز تبعید شد. رضاقلی میرزا در ژوئیه ۱۸۱۱ در شیراز درگذشت. وی صاحب یک دختر بود. |
| رضاعلی میرزا    | ؟              | ؟             | وی پیش از ورود آقا محمد شاه قاجار به خراسان، در سال ۱۷۹۶ به هرات گریخت. در سال ۱۷۹۸ همراه با برادرش نادر میرزا به مشهد بازگشت، اما در مراحل اولیه فتح خراسان در سال ۱۸۰۲ توسط نیروهای قاجار اسیر شد. |
| ابراهیم میرزا   | ؟              | ۱۲ آوریل ۱۸۰۴ | به دستور فتحعلی شاه در سال ۱۸۰۴ اعدام شد. |
| علی میرزا       | ؟              | ؟             | وی پیش از ورود آقا محمد شاه قاجار به خراسان، در سال ۱۷۹۶ به هرات گریخت. علی میرزا در سال ۱۷۹۸ همراه با برادرش نادر میرزا به مشهد بازگشت، اما در مراحل اولیه فتح خراسان در سال ۱۸۰۲ توسط نیروهای قاجار اسیر شد. |
| حیدر میرزا      | ؟              | ۱۷۹۷          | وی در سال ۱۷۹۶ پس از قتل پدرش، ابتدا به بخارا و سپس در سال ۱۷۹۷ به هرات رفت و در همان‌جا کشته شد. |
| یزدان‌بخش میرزا  | ؟              | ؟             | او در سال ۱۷۷۰ توسط پدرش به عنوان گروگان به احمدشاه درانی داده شد و در سال ۱۷۷۸ به مشهد بازگشت. وی دارای یک فرزند دختر بود. |
| جلیل میرزا      | ؟              | ؟             | او دارای یک فرزند پسر بود. |
| خلیل میرزا      | ؟              | ؟             | |
| سلطان‌مراد میرزا | ؟              | ؟             | |
| شهزنان میرزا    | ؟              | ؟             | |
| قهارقلی میرزا   | ؟              | ۱۸۲۴          | قبل از ورود آقامحمدشاه به مشهد، او به همراه پدرش، شاهرخ‌شاه به دیدار وی رفتند. قهارقلی میرزا دارای یک فرزند پسر و دختر بود. |
| نظرعلی میرزا    | ؟              | ؟             | وی دارای دو پسر بود. او به همراه دو پسرش ظاهراً با پسر عموی خود اسماعیل میرزا از مشهد به حیدرآباد، دکن گریختند، جایی که بعداً با کمک سر جان ملکم در آنجا مستقر شدند. او تا سال ۱۸۳۱ در هند مستقر بود. |

| نام            | زادروز | فوت | یادداشت |
| -------------- | ------ | --- | --- |
| گوهرشاد بیگم   | ؟      | ؟   | در تاریخ ۷ اکتبر ۱۷۵۵ با تیمورشاه درانی در مشهد ازدواج می‌کند. |
| قیصر خانم      | ؟      | ؟   | وی در خانهٔ شوهرخواهرش، شاهزاده دولتشاه زندگی می‌کرد. قیصر خانم ۲ بار ازدواج می‌کند. اولین ازدواج وی با امیرمحمدخان عرب زنگویی بزرگ‌ترین فرزند امیرعلی مردان‌خان عرب زنگویی شعبانی (حاکم طبس) در مشهد صورت می‌گیرد. ازدواج دوم او با امیرمحمد حسن‌خان عرب زنگویی (حاکم طبس بین سال‌های ۱۷۸۹ تا ۱۸۱۹)، دومین پسر امیرعلی مردان‌خان عرب زنگویی شعبانی، صورت می‌گیرد. قیصر خانم دارای فرزندانی از هر دو ازدواج بود. |
| ؟              | ؟      | ؟   | وی با بیگ خان ازدواج کرد و صاحب فرزندانی نیز شد. |
| گلرخ بیگم      | ؟      | ؟   | خواهر تنی قهارقلی میرزا بود. وی تنها فرزند شاهرخ‌شاه بود که برای وساطتت آزادی پدرش نزد آقامحمدشاه رفت و پس از نتیجه نگرفتن از وساطتت به کرمان عزیمت کرد و در جهت اتحاد با ایل افشار کرمان و تهیه قشون کوشید هرچند افشار کرمان همکاری کاملی با وی نمودند ولی تحولات منطقه اجازه اقدامی را علیه شاه قاجار به او نداد و نهایتاً به همسری محمد حسن خان افشار ملقب به حسن سلطان افشار درآمد و تا پایان عمر در منطقه بافت کرمان زیست و بعدها فرزند وی غنجعلی خان افشار حاکمیت بلامنازع ایل افشار کرمان را به‌دست‌آورد و در لشکر کشی فتحعلی شاه قاجار در شورش رابر دلاوری غنجعلی خان افشار باعث گردید شاه قاجار وی را به دامادی برگزیند و از این وصلت دو فرزند پسر به نامهای محمد حسین خان افشار و محمدحسن خان افشار چشم به جهان بگشایند. |
| فتح‌النساء خانم | ؟      | ؟   | او با جعفر (بابو) خان، حاکم قزوین ازدواج می‌کند و صاحب فرزندی نمی‌شود. |
| زینب خانم      | ؟      | ؟   | |
| ؟              | ؟      | ؟   | وی با عباس‌قلی خان بیات که مدتی حاکم نیشابور بود، ازدواج کرد و صاحب یک دختر شد. |
| خیرالنساء خانم | ؟      | ؟   | او در سال ۱۷۹۶ با جانشین آقامحمدشاه قاجار، فتحعلی خان ازدواج کرد و صاحب یک فرزند شد. |
| ؟              | ؟      | ؟   | وی دو بار ازدواج می‌کند. ازدواج اول با نواب حاجی‌حسین قلی‌خان قاجار (مدتی حاکم فارس بود)، فرزند سوم نواب حسین‌قلی خان قاجار، صورت می‌گیرد. ازدواج دوم او با محمدعلی میرزا دولتشاه، بزرگ‌ترین فرزند فتحعلی شاه قاجار، صورت گرفت. |
| شاه‌زنان خانم   | ؟      | ؟   | او با محمدقلی میرزا ملک‌آرا، فرزند دوم فتحعلی شاه قاجار ازدواج کرد و صاحب یک پسر شد. |
| ؟              | ؟      | ؟   | وی با فاضل‌علی خان قراباغی (مدتی حاکم ایالت‌های مازندران، اصفهان و کرمان بود) ازدواج می‌کند، که حاصل این ازدواج یک فرزند پسر می‌شود. |
| سکینه خانم     | ؟      | ؟   | وی پیش از ازدواج در خانهٔ شوهرخواهرش، شاهزاده دولتشاه زندگی می‌کرد. او در خانهٔ دولتشاه در تهران، از سوی همسرِ نخستِ امیر اسماعیل‌خان عرب عامری — که خواهرِ حاجی لطف‌الله خان ترشیزی بود — به‌عنوانِ همسرِ دوم به ازدواجِ امیر اسماعیل‌خان، فرماندار جندق و بیابانک، فرزند امیر محمدامین‌خان عرب عامری درآمد. او صاحب سه پسر و یک دختر شد. |
| ؟              | ؟      | ؟   | وی پیش از ازدواج در خانهٔ شوهرخواهرش، شاهزاده دولتشاه زندگی می‌کرد. او با خواجه خانجان‌خان بختیاری چهارلنگ پسر خواجه نظرعلی‌خان بختیاری چهارلنگ (مدتی حاکم موگوئی بود) ازدواج می‌کند. |
| نما (ماه) خانم | ؟      | ؟   | او با میرزامحمد موسی لنگرودی (حاکم گیلان ۱۸۰۴ تا ۱۸۰۶، معاون حاکم یزد ۱۸۱۴ تا ۱۸۱۷، وزیر خراسان ۱۸۱۷ تا ۱۸۲۱ و ۱۸۲۹، والی هرات ۱۸۲۱ تا ۱۸۲۹) فرزند میرزامحمد رضا لنگرودی، ازدواج کرد و صاحب یک دختر شد. |